# Murphy Holloway
Murphy McQuite Holloway (West Columbia, 24 aprile 1990) è un cestista statunitense.